# Граццано-Бадольйо
Граццано-Бадольйо, Ґраццано-Бадольйо (італ. Grazzano Badoglio, п'єм. Grassan) — муніципалітет в Італії, у регіоні П'ємонт, провінція Асті.
Граццано-Бадольйо розташоване на відстані близько 490 км на північний захід від Рима, 50 км на схід від Турина, 18 км на північний схід від Асті.
Населення — 619 осіб (2014).
Щорічний фестиваль відбувається 14 травня. Покровитель — Corona.

## Демографія
Населення за роками:

Станом на 1 січня 2023 року в муніципалітеті офіційно проживали 82 іноземці з 18 країн, серед них 53 громадяни країн Євросоюзу та 3 громадяни України.

## Сусідні муніципалітети
- Казорцо
- Грана
- Монкальво
- Оттільйо
- Пенанго

## Персоналії
- П'єтро Бадольйо (1871—1956) — італійський маршал і політик.